# 一硫代磷酸钠
一硫代磷酸钠是一种无机化合物，化学式为Na3PO3S，它在120-125 ℃熔化前便分解。

## 制备
一硫代磷酸钠通过三氯硫磷和氢氧化钠的反应制备（Yasuda&Lambert法）：
PSCl3 + 6 NaOH → Na3PO3S + 3 NaCl + 3 H2O
该反应的产率由氢氧化钠的纯度决定。由于一硫代磷酸钠在中性pH下即可分解，所以为了达到较高产率，需要使用过量的氢氧化钠以增加溶液的pH。另外，硅酯可以催化硫代磷酸根离子的水解，因此，避免使用磨砂玻璃。文献产率平均值为59%，并且可以通过提高pH来改变产率。